# Baryt
Baryt (Karsten, 1800), chemický vzorec BaSO4 (síran barnatý), je kosočtverečný minerál. Název pochází z řeckého slova barys – těžký. Starší český název je těživec. Od podobných minerálů ho snadno rozeznáme právě podle hustoty. Baryt je mnohem těžší. Ve starší či anglické literatuře je často uváděn název barit, který je nesprávný, platné názvosloví určuje IMA.
Minerál baryt je hlavním představitelem barytové skupiny, kde je v jeho struktuře běžně část Ba nahrazena Sr a Pb. Díky strukturním podobnostem vytváří pevné roztoky s celestinem (SrSO4) a anglesitem (PbSO4), vzácně také s hashemitem (BaCrO4). Společně všechny čtyři minerály tvoří koncové členy barytové skupiny s jednotným zjednodušeným vzorcem A(XO4), kde do pozice A vstupují prvky jako Ba, Sr, Pb, Ca a do pozice X vstupuje hlavně síra, vzácně Cr. Pokud je však pozice X obsazena atomem s větším atomovým poloměrem, struktura přestává být stabilní a přechází v scheelitový typ.

## Vznik
Minerál krystalizuje za středních a nízkých teplot, které často panují na hydrotermálních žilných ložiskách. Nejčastěji se jedná o samostatné hydrotermální fluorit-barytové žíly či hydrotermální rudní žíly s barytem. Geneze barytu může být spojena i se sedimentárním prostředím či s dutinami vulkanitů, také je běžný na řadě metasomatických a stratiformních ložisek.

## Morfologie
Jeho narostlé krystaly bývají hojnoploché a mají proměnlivý vzhled. Nejčastěji jsou tlustě i tence tabulkovité, lupenité, vertikálně protažené („rakvičkovitého“ vzhledu – habitu). Hojné jsou jeho radiálně vějířovité, miskovité, ledvinité nebo stébelnaté, vláknité i zrnité agregáty, často tvoří i krápníky.

## Vlastnosti
- Fyzikální vlastnosti: Lze rýpat měděným drátem (tvrdost 3–3,5), hustota 4,5 g/cm³, je křehký, štěpnost výborná podle {001} a dobrá podle {210}, lom má lasturnatý. Je velmi těžký a má nekovový vzhled.
- Optické vlastnosti: Barva: bezbarvý, bílá, žlutá, modrá, šedá, červená, hnědá. Průhledný, průsvitný až neprůhledný, vryp je bílý, lesk na krystalových plochách skelný, na štěpných plochách přechází do perleťového.
- Chemické vlastnosti: Složení: Ba 58,84 %, S 13,74 %, O 27,42 %, příměsi Sr, Pb, Ca. Slabě rozpustný v H2SO4, před dmuchavkou praská, barví plamen na žlutozeleno.

## Odrůdy barytu
- stronciobaryt – vyšší obsah stroncia, chemický vzorec (Ba,Sr)SO4
- barytocelestin – strukturně identický se stronciobarytem, chemický vzorec (Ba,Sr)SO4 (liší se od sebe v poměru Ba:Sr ve struktuře)
- hokutolit – vyšší obsah olova, chemický vzorec (Ba,Pb)SO4
- radiobaryt – obsahuje stopové množství radia (Ra)

## Získávání
Baryt se získává těžbou, vyskytuje se v hlubinných dolech často s fluoritem.

## Využití
Zdroj barya, dále se využívá v papírnickém a gumárenském průmyslu jako plnivo, ve stavebnictví jako ochranná omítka proti rentgenovému záření (RTG), které baryt pohlcuje. Je také oblíben v pyrotechnice při výrobě ohňostrojů, jelikož barví plamen. Další využití nalézá např. v lékařství, při výrobě barev nebo ve sklářství. Baryt je důležitý materiál i pro těžařský průmysl, kde je využíván k výplachům a těsnění vrtů.
Jen zřídka se používá jako drahý kámen (fasetové brusy, kabošony).

## Parageneze
Vyskytuje se nejčastěji společně s fluoritem, kalcitem, dolomitem, rodochrozitem, sádrovcem, sfaleritem, galenitem a antimonitem.

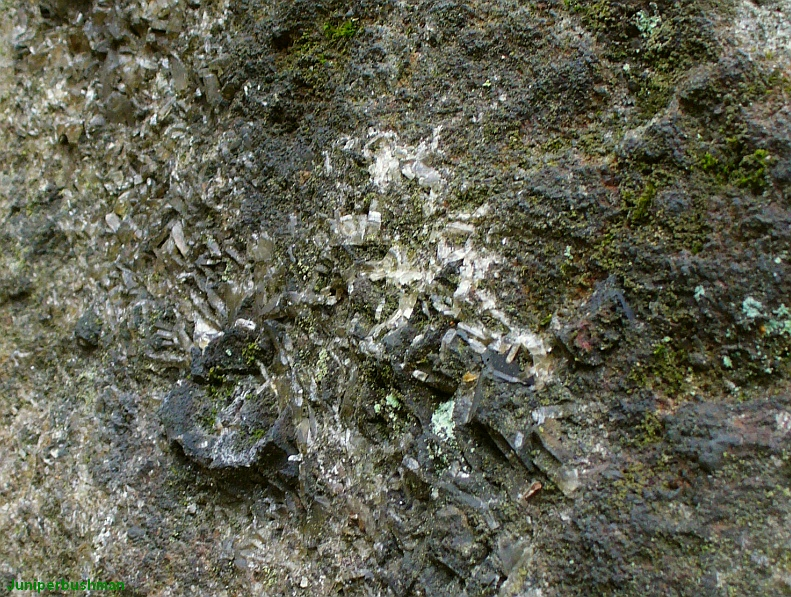
Baryt na pískovci v Děčíně na Špičáku

## Naleziště
Jedná se o hojný minerál.
- Česko – Lahošť, Dřínová u Tišnova, Litice nad Orlicí, Harrachov, Pernarec, Příbram aj.
- Slovensko – Rudňany, Banská Štiavnica, Rožňava, Krásnohorské Podhradie aj.
- USA
- Německo
- Anglie
- Maroko – Nador
- a další.